# Tros (bloeiwijze)

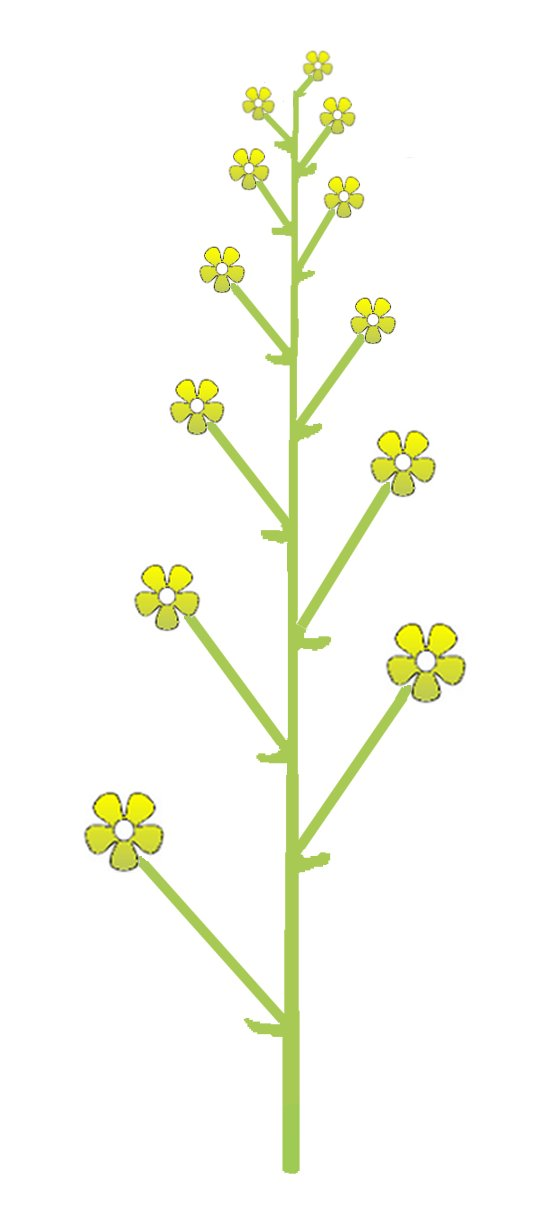
tros

Een tros (racemus) is een bloeiwijze met spiraalsgewijs geplaatste, alleenstaande, gesteelde bloemen langs de bloemspil.
Er zijn verschillende soorten:
- ijl: als de bloemen ver van elkaar staan,
- eenzijdig: als alle bloemsteeltjes aan dezelfde zijde van de spil staan,
- schermvormig: als de bloemstelen dicht op elkaar zitten en de onderste zo lang zijn, dat alle bloemen bijna in een vlak liggen,
- hoofdjesachtig, zoals bij klaver en de grote kaardenbol.

Een tros groeit aan het uiteinde door waardoor er meestal geen eindbloem is en de jongste bloemen aan het uiteinde van de tros zitten.

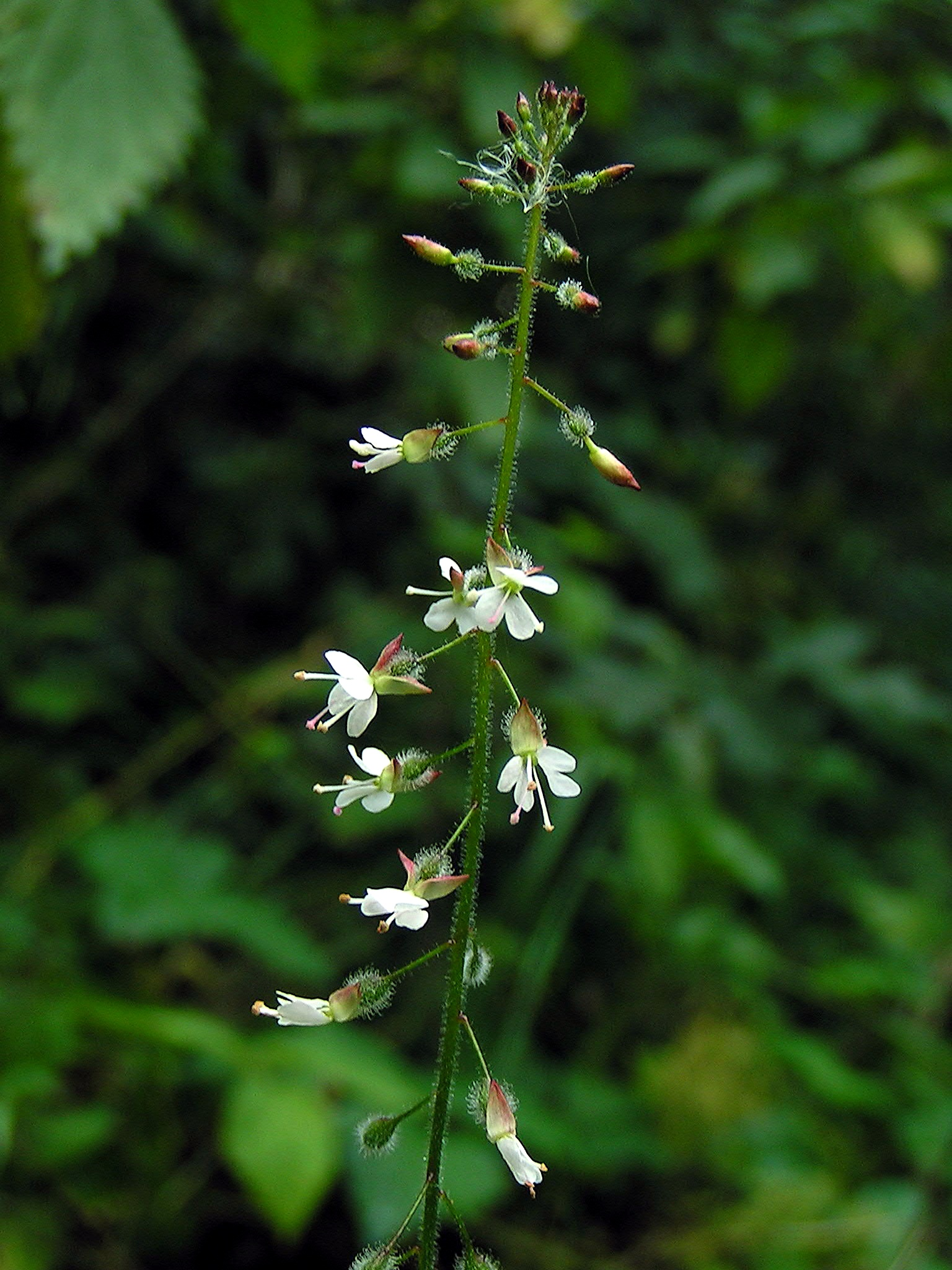
IJle tros van het groot heksenkruid
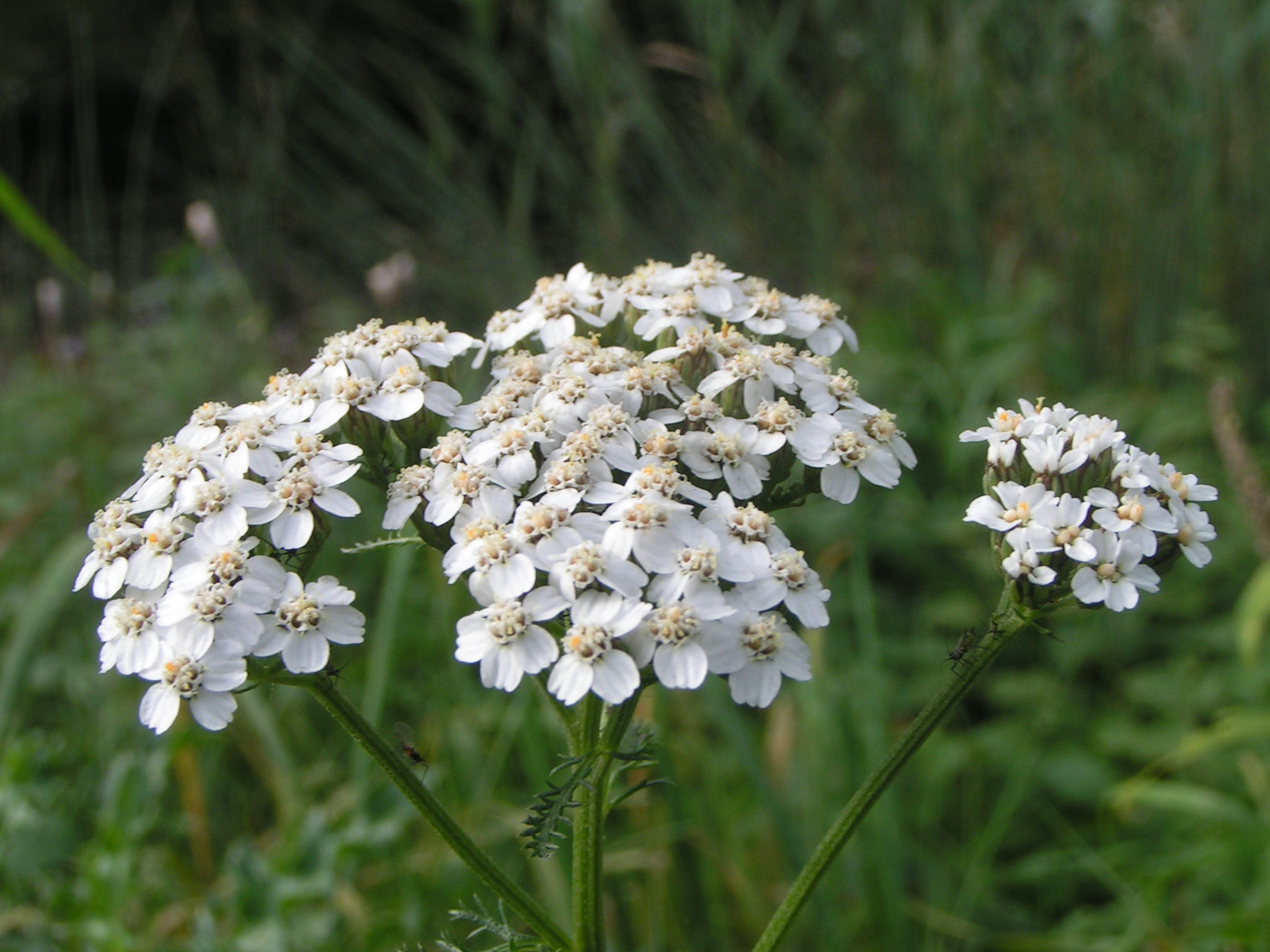
Schermvormige tros van duizendblad
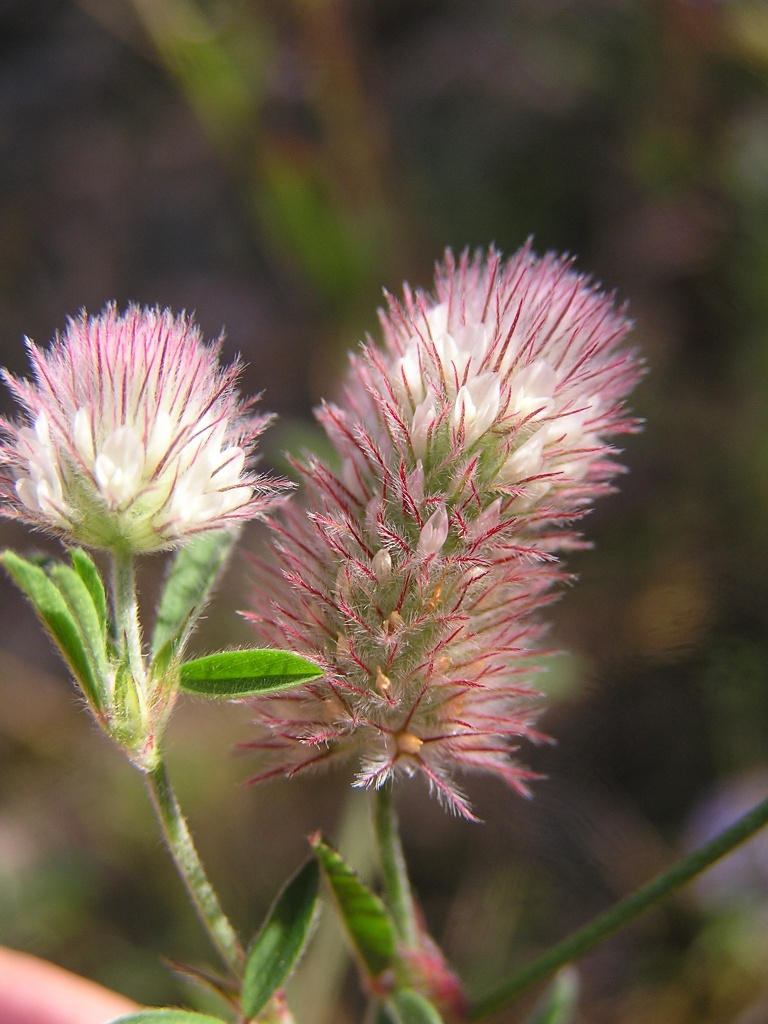
hoofdjesachtige tros van het hazenpootje
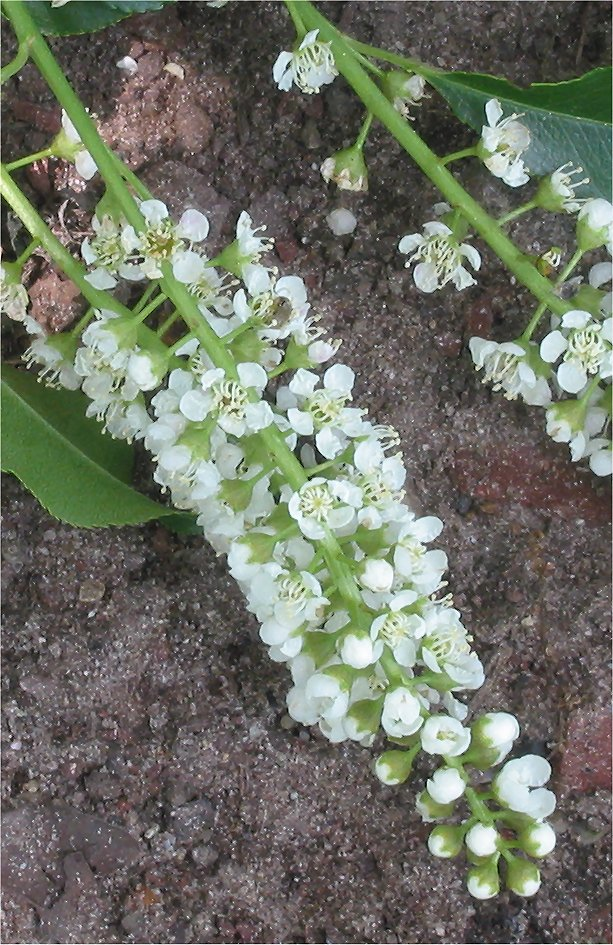
Tros van de Amerikaanse vogelkers